# Нашивка сержанта-інструктора (США)
Нашивка сержанта-інструктора (США) (англ. Drill Instructor Ribbon) — військова відзнака (нашивка) сержантів-інструкторів (англ. Drill instructor) Військово-морських сил, Корпусу морської піхоти та Повітряних сил США, хто успішно пройшов повний курс підготовки відповідних інструкторів та отримав кваліфікацію військового інструктора для тренування кадетів та рекрутів у ході курсу базової підготовки.

## Нагороди за видами ЗС

### Корпус морської піхоти
Нашивка сержанта-інструктора Корпусу морської піхоти введена в дію 15 липня 1997 року з правом нагородження тих, хто проходив службу з 6 жовтня 1952 року в ролі військових інструкторів морської піхоти. Для заохочення військовика йому потрібно бути в посаді сержанта-інструктора щонайменше 3 роки та безпосередньо займатися тренуванням і навчанням рекрутів та майбутніх офіцерів.

### ВМС
Нашивка сержанта-інструктора Військово-морських сил країни була заснована секретарем ВМС у березні 1998 року з відзначенням права нагородження з жовтня 1995 року. Для заохочення сержанта нагородою йому потрібно бути в посаді сержанта-інструктора щонайменше 3 роки, не мати дисциплінарних стягнень та безпосередньо займатися тренуванням і навчанням рекрутів та майбутніх офіцерів флоту.
Усі повторні курси заохочується нагородженням зірками за службу, що кріпляться на нашивку.

### Повітряні сили
Нагорода сержанту-інструктору в Повітряних силах США була заснована наказом секретаря Повітряних сил у грудні 1998 року й надавалась особовому складу військових інструкторів, хто щонайменше 12 місяців поспіль виконував обов'язки сержанта-інструктора в одній з навчальних структур Командування освіти та тренувань Повітряних сил.
Усі наступні нагородження проводяться через 3 роки відмінного виконання обов'язків сержанта-інструктора та заохочується нагородженням дубовим листям, що кріпляться на нашивку.